# Morašice (powiat Chrudim)
Morašice – wieś i gmina w Czechach, w powiecie Chrudim, w kraju pardubickim. Według danych z dnia 1 stycznia 2013 liczyła 588 mieszkańców.